# Paudex
Paudex ([poˈde], toponimo francese) è un comune svizzero di 1 478 abitanti del Canton Vaud, nel distretto di Lavaux-Oron.

## Geografia fisica
Paudex si affaccia sul lago di Ginevra.

## Società

### Evoluzione demografica
L'evoluzione demografica è riportata nella seguente tabella:
Abitanti censiti

## Amministrazione
Ogni famiglia originaria del luogo fa parte del cosiddetto comune patriziale e ha la responsabilità della manutenzione di ogni bene ricadente all'interno dei confini del comune.